# Dave Brat

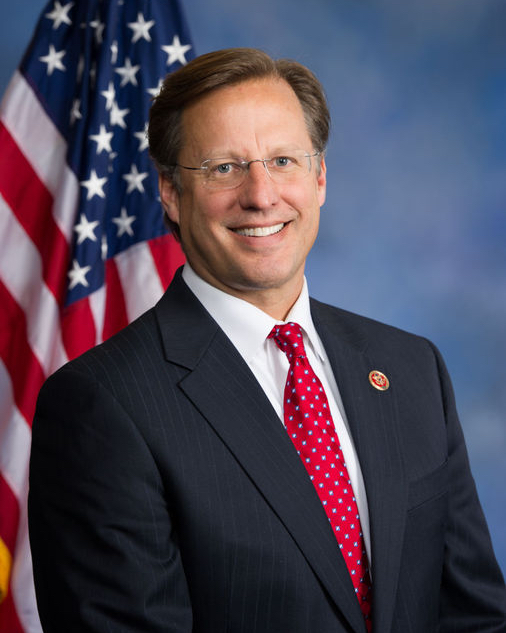
Dave Brat (2015)

David Alan „Dave“ Brat (* 27. Juli 1964 in Detroit, Michigan) ist ein US-amerikanischer Wirtschaftswissenschaftler und Politiker (Republikanische Partei), der der Tea-Party-Bewegung nahestand. Von 2014 bis Januar 2019 vertrat er den 7. Kongresswahlbezirk Virginias im Repräsentantenhaus der Vereinigten Staaten.

## Leben
1986 erlangte er den akademischen Grad eines Bachelor of Arts in Business Administration am Hope College in Holland, Michigan. Von 1986 bis 1987 war er Berater bei Arthur Andersen in Detroit und in Chicago. 1989 wurde er Forschungsassistent der  Inter-Faith Action for Economic Justice in Washington, D.C. 1990 erlangte David Brat den Grad eines Master of Divinity am Princeton Theological Seminary. Er war von 1990 bis 1994 Lehrassistent an der Wirtschaftsfakultät der American University in Washington D.C. Von 1992 bis 1995 war er auch Forschungsassistent für Professor Walter Park an der American University. Von 1991 bis 1993 war er Forschungsassistent der  Agency for International Development. Von 1994 bis 1995 war er als Berater der Weltbank für Bildung und Sozialpolitik tätig. Er wurde 1996 Professor für Ökonomie am Randolph-Macon College in Ashland. 1999 bis 2001 war er zusätzlich Hochschullehrer an der Virginia Commonwealth University in Richmond. Von 2005 bis 2012 leitete er als Professor am Randolph-Macon College das Ethics Minor Programm und von 2009 an das  BB&T Ethics Programm. Ab 2005 war er Leiter des  Department of Economics and Business.
Nachdem er seine Wahl 2018 verloren hatte, verließ er 2019 den Kongress und wurde Dekan der School of Business  der Liberty University.

## Politik

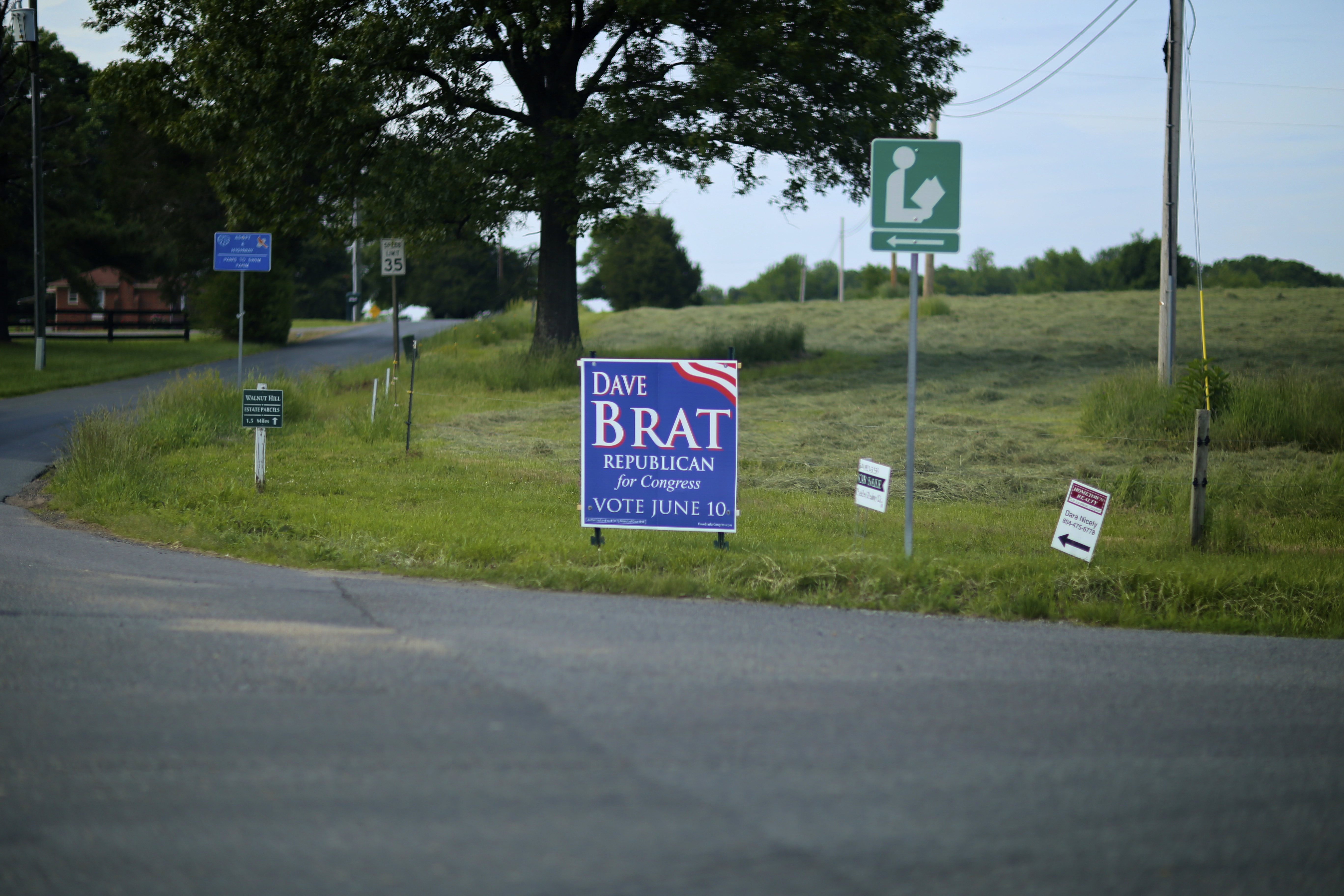
Wahlwerbung für Dave Brat bei den Primaries

Bei der parteiinternen Vorwahl vom 10. Juni 2014 zur Bestimmung der Kandidaten für das US-Repräsentantenhaus vor der Hauptwahl im November setzte sich Brat bei einer geringen Wahlbeteiligung von 12,9 Prozent mit 36.110 Stimmen überraschend gegen Eric Cantor durch, der trotz seines bedeutend größeren Wahlkampfbudgets nur 28.898 Stimmen erhielt. Im Wahlkampf hatte Brat den Vorwurf geäußert, Cantor sei nicht konservativ genug, weil dieser der geplanten Einwanderungsreform Präsident Obamas zustimmen wolle. Cantor legte daraufhin zunächst sein Amt als Mehrheitsführer der Republikaner im Repräsentantenhaus nieder, später dann auch sein Mandat. Damit wurde eine Nachwahl für die verbleibende Legislaturperiode notwendig, die Brat am Wahltag, dem 4. November 2014, ebenso gegen den Demokraten Jack Trammell gewann wie die gleichzeitig abgehaltene reguläre Wahl für die Sitzungsperiode ab dem 3. Januar 2015. Bei der Wahl 2016 wurde er bestätigt; sein Mandat im 115. Kongress lief bis zum 3. Januar 2019. Bei den Wahlen 2018 verlor er sein Mandat an die Demokratin Abigail Spanberger, die sich mit 50 % zu 48 % gegen Brat durchsetzte.
Brat gehörte dem Freedom Caucus des Repräsentantenhauses an.